# Notsé
Notsé est une ville de la région des Plateaux, située au nord de Lomé, au Togo. Notsé est la capitale du peuple Éwé et l'une des villes historiques et touristiques du Togo. Sa préfecture est la préfecture du Haho.

## Géographie
Notsé est limitée au nord par la préfecture d'Ogou, au sud par le Zio, à l'est par le Moyen-Mono et à l'ouest par celle d'Agou. Elle est peuplée en majorité par le peuple Éwé.

## Histoire
Il subsiste encore quelques rares vestiges datant du royaume de Notsé, qui s'y développa vers le XVe siècle, comme les remparts, quelques fragments aujourd'hui protégés de l'érosion du temps. Le roi Agokoli (vers 1670-1720) les fit construire à l'aide d'argile pétrie avec de l'eau. Notsé devint alors une forteresse où se réfugiaient les Éwés mais aussi d'autres peuples tels que les Akpossos.
Des fouilles archéologiques ont permis de découvrir des pavements datant d'une époque ancienne. Ceux-ci ont été protégés dans l'enceinte d'un petit bâtiment.

## Culture

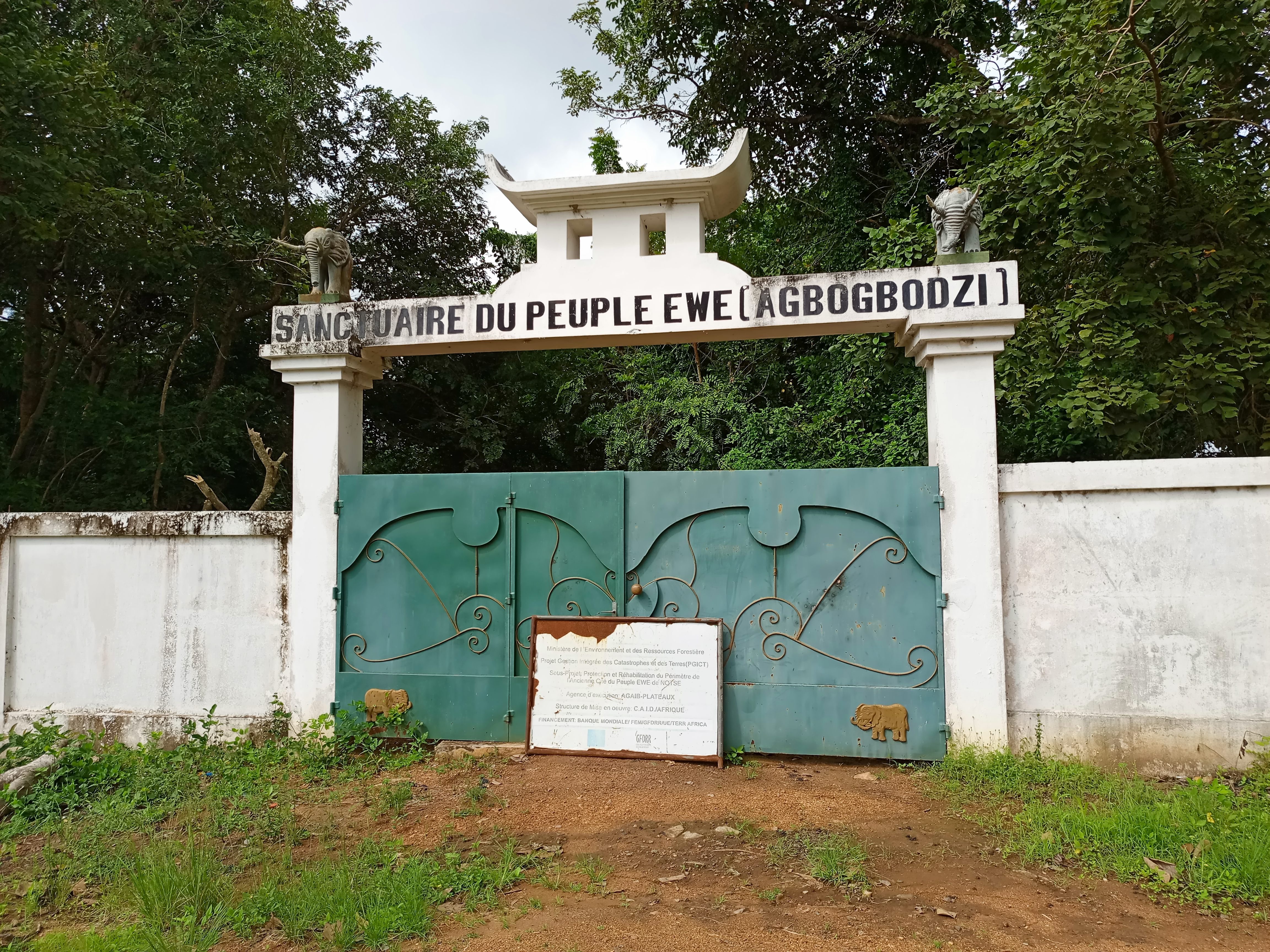
Le Site du monument du peuple Ewe, Agbogbo -Za

Notsé reste un lieu mythique pour de nombreux Éwés, comme en témoigne chaque année la plus grande fête traditionnelle du peuple Éwé, Agbogbo -Za. Cette rencontre de tous les Ewés d'Afrique de l'Ouest et de la diaspora commence le premier jeudi du mois de septembre. Les rois et chefs de la région sont présents. Cette fête illustre le maintien de la culture Ewé malgré la disparition du royaume de Notsé et l'émigration de nombreux Éwés,. La ville reste considérée comme le berceau traditionnel et cosmogonique des Éwés .
L'actuel roi de Notsé est Agokoli IV, de son vrai nom Agboli Kossi, un retraité de la fonction publique togolaise.

## Économie
À l'époque du Togoland, les colons allemands introduisirent le coton, et établirent à Notsé en 1902-1903 une École de coton pour les indigènes.
Notsé est aussi la capitale des ananas.

## Transports
La ville de Notsé est traversée par la route nationale no 1. Dans la ville, le moyen de transport usuel est la motocyclette (communément appelée Zémidjan ou "Z"). Pour les voyages en dehors de la ville, il existe des taxis.

## Personnalités
- Komi Sélom Klassou (1960-), homme d'État, premier ministre[5]